# Antipas (Philippinen)
Antipas ist eine philippinische Stadtgemeinde in der Provinz Cotabato. Sie hat 25.304 Einwohner (Zensus 1. August 2015).

## Baranggays
Antipas ist politisch in 13 Baranggays unterteilt.
- Camutan
- Canaan
- Dolores
- Kiy'aab
- Luhong
- Magsaysay
- Malangag
- Malatab
- Malire
- New Pontevedra
- Poblacion
- B. Cadungon
- Datu Agod